# Yield (album)
Yield är rockbandet Pearl Jams femte musikalbum, utgivet 1998. Albumet nådde andraplatsen på den amerikanska Billboardlistan, som gruppens första att inte nå förstaplatsen sedan Ten 1991. 

## Låtlista
Sida ett
1. "Brain of J." (McCready, Vedder) - 3:01
2. "Faithfull" (McCready, Vedder) - 4:20
3. "No Way" (Gossard) - 4:21
4. "Given to Fly" (McCready, Vedder) - 4:03
5. "Wishlist" (Vedder) - 3:28
6. "Pilate" (Ament) - 3:02

Sida två
1. "Do the Evolution" (Gossard, Vedder) - 3:56
2. "The Color Red" (Irons) - 1:08
3. "MFC" (Vedder) - 2:30
4. "Low Light" (Ament) - 3:48
5. "In Hiding" (Gossard, Vedder) - 5:02
6. "Push Me, Pull Me" (Ament, Vedder) - 2:30
7. "All Those Yesterdays" (Gossard) - 7:45
  - Med det dolda spåret "Hummus".

## Medverkande
- Mike McCready - gitarr
- Stone Gossard - gitarr
- Eddie Vedder - sång, gitarr
- Jeff Ament - bas
- Jack Irons - trummor